# Liste der grönländischen Außenminister
Die Liste der grönländischen Außenminister listet alle grönländischen Außenminister.
| Antritt            | Abgang             | Außenminister                 | Leben     | Partei            | Regierung                   | evtl. übergeordnetes Ministerium |
| ------------------ | ------------------ | ----------------------------- | --------- | ----------------- | --------------------------- | -------------------------------- |
| 7. Mai 1979        | 17. März 1991      | Jonathan Motzfeldt            | 1938–2010 | Siumut            | Motzfeldt I, II, III, IV, V | Regierungschef                   |
| 17. März 1991      | 19. September 1997 | Lars-Emil Johansen            | * 1946    | Siumut            | Johansen I, II              | Regierungschef                   |
| 19. September 1997 | 14. Dezember 2002  | Jonathan Motzfeldt            | 1938–2010 | Siumut            | Motzfeldt VI, VII, VIII     | Regierungschef                   |
| 14. Dezember 2002  | 20. Januar 2003    | Josef Motzfeldt               | * 1941    | Inuit Ataqatigiit | Enoksen I                   |                                  |
| 20. Januar 2003    | 13. September 2003 | Hans Enoksen                  | * 1956    | Siumut            | Enoksen II                  | Regierungschef                   |
| 13. September 2003 | 1. Mai 2007        | Josef Motzfeldt               | * 1941    | Inuit Ataqatigiit | Enoksen III, IV             |                                  |
| 1. Mai 2007        | 30. Mai 2007       | Lars-Emil Johansen            | * 1946    | Siumut            | Enoksen V                   |                                  |
| 30. Mai 2007       | 22. September 2008 | Aleqa Hammond                 | * 1965    | Siumut            | Enoksen V                   |                                  |
| 22. September 2008 | 26. September 2008 | Hans Enoksen (interim)        | * 1956    | Siumut            | Enoksen V                   |                                  |
| 26. September 2008 | 12. Juni 2009      | Per Berthelsen                | * 1950    | Siumut            | Enoksen V                   |                                  |
| 12. Juni 2009      | 5. April 2013      | Kuupik Kleist                 | * 1958    | Inuit Ataqatigiit | Kleist                      | Regierungschef                   |
| 5. April 2013      | 1. Oktober 2014    | Aleqa Hammond                 | * 1965    | Siumut            | Hammond I, II               | Regierungschef                   |
| 1. Oktober 2014    | 12. Dezember 2014  | Kim Kielsen (interim)         | * 1966    | Siumut            | Kielsen (interim)           | Regierungschef                   |
| 12. Dezember 2014  | 24. April 2017     | Vittus Qujaukitsoq            | * 1971    | Siumut            | Kielsen I, II               |                                  |
| 24. April 2017     | 31. August 2017    | Suka K. Frederiksen           | 1965–2020 | Siumut            | Kielsen II                  |                                  |
| 31. August 2017    | 27. November 2017  | Karl-Kristian Kruse (interim) | * 1974    | Siumut            | Kielsen II                  |                                  |
| 27. November 2017  | 15. Mai 2018       | Suka K. Frederiksen           | 1965–2020 | Siumut            | Kielsen II                  |                                  |
| 15. Mai 2018       | 3. Oktober 2018    | Vivian Motzfeldt              | * 1972    | Siumut            | Kielsen III                 |                                  |
| 3. Oktober 2018    | 5. Oktober 2018    | Aqqalu Jerimiassen (interim)  | * 1986    | Atassut           | Kielsen III                 |                                  |
| 5. Oktober 2018    | 29. Mai 2020       | Ane Lone Bagger               | * 1966    | Siumut            | Kielsen IV, V               |                                  |
| 29. Mai 2020       | 8. Februar 2021    | Steen Lynge                   | * 1963    | Demokraatit       | Kielsen VI                  |                                  |
| 8. Februar 2021    | 23. April 2021     | Kim Kielsen (interim)         | * 1966    | Siumut            | Kielsen VI                  |                                  |
| 23. April 2021     | 27. September 2021 | Pele Broberg                  | * 1972    | Naleraq           | Egede I                     |                                  |
| 27. September 2021 | 5. April 2022      | Múte B. Egede                 | * 1987    | Inuit Ataqatigiit | Egede I                     |                                  |
| 5. April 2022      | amtierend          | Vivian Motzfeldt              | * 1972    | Siumut            | Egede II                    |                                  |